# Сухарь Матак
Сухарь Матак (чув. Сухари Матак) — деревня в Исаклинском районе Самарской области в составе сельского поселения Новое Якушкино.

## География
Находится на расстоянии примерно 22 километра по прямой на юго-юго-восток от районного центра села Исаклы.

## История
Основана в конце XVIII века.

## Население
Постоянное население составляло 377 человек (чуваши 98 %) в 2002 году, 368 в 2010 году.